# Alex Aranburu
Alexander Aranburu Deva, nascido a 19 de setembro de 1995 em Ezkio-Itsaso, é um ciclista espanhol. Estreiou como profissional com a equipa Euskadi Basque Country–Murias Taldea em 2016, depois de já ter sido stagiare com a mesma equipa a segunda metade da temporada 2015. Atualmente milita nas fileiras do conjunto Caja Rural-Seguros RGA.

## Palmarés
2018
- Circuito de Getxo

2019
- 1 etapa da Volta à Comunidade de Madri
- 1 etapa da Volta a Burgos

## Resultados nas Grandes Voltas
| Carreira        | 2016 | 2017 | 2018 | 2019 | 2020 | 2021 |
| --------------- | ---- | ---- | ---- | ---- | ---- | ---- |
| Giro d'Italia   | -    | -    | -    | -    | -    | -    |
| Tour de France  | -    | -    | -    | -    | -    | 74º  |
| Volta a Espanha | -    | -    | 108º | 94º  | 75º  | DNF  |

-: não participa 

Ab.: abandono 

## Equipas
- Euskadi Basque Country-Murias (2016)
- Caja Rural-Seguros RGA (2017-)